# 제18공수군단
제18(XVIII)공수군단(XVIII Airborne Corps)는 미국 육군의 군단 중 하나로 세계 어디든 빠르게 전개하는 목적으로 창설되었다. 노스캐롤라이나주의 포트 브래그에 본부를 두고 있다.

## 역사

### 창설

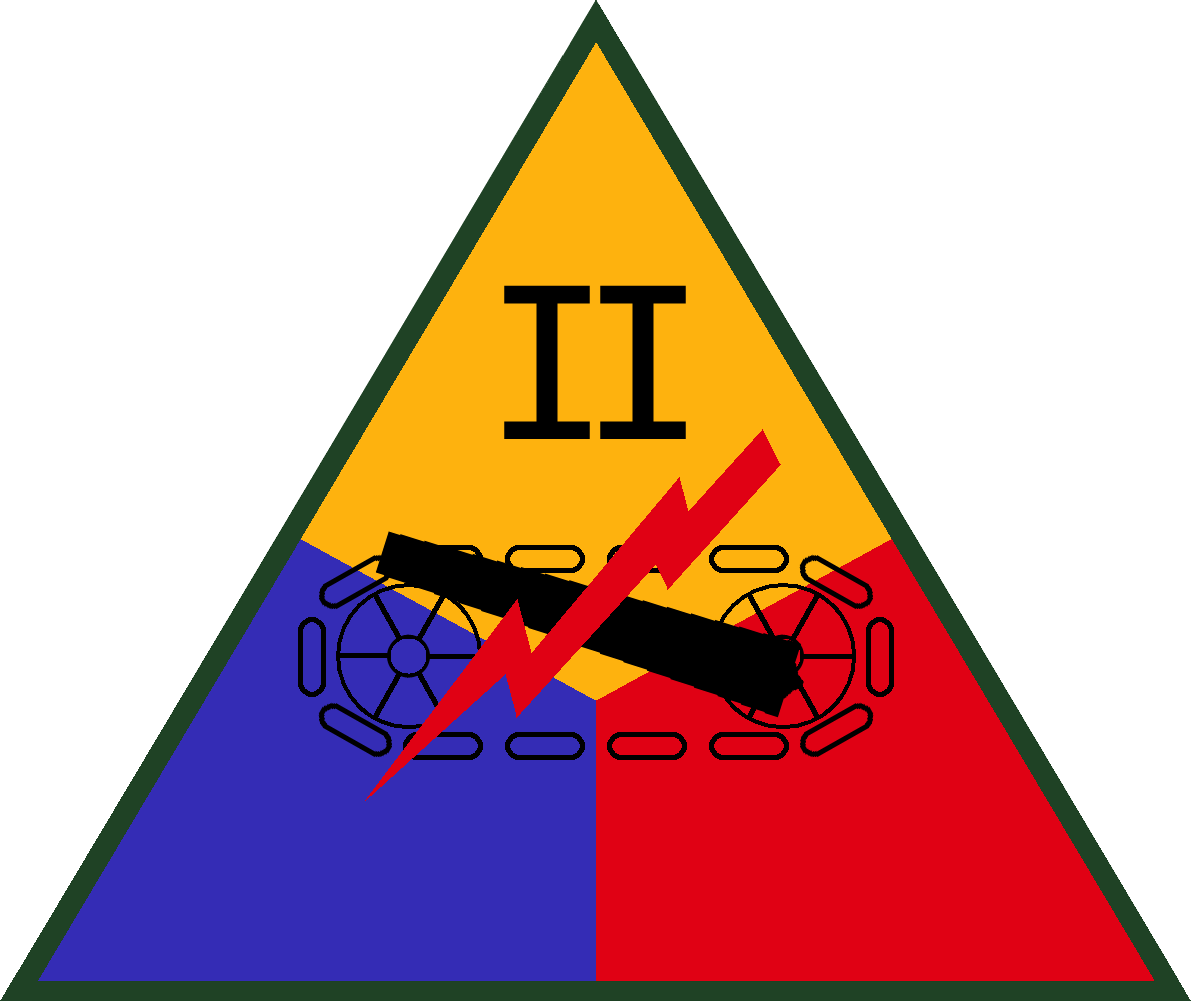
제2(II)기갑군단 SSI

군단은 1942년 1월 17일, 루이지애나주의 캠프 폴크에서 제2(II)기갑군단으로 창설되었다. 이듬 해에 제2기갑군단은 1943년 10월 15일 캘리포니아주 프레지디오 오브 몬트레이새에서 제18(XVIII)군단로 재편성되었다.

### 2차 세계 대전
제18(XVIII)군단은 1944년 8월 17일 유럽에 전개하였으며, 같은 해 마켓 가든 작전을 준비하기 위해 제82공수사단과 제101공수사단의 지휘를 맡아 8월 25일 제18(XVIII)공수군단으로 영국 오그본 세인트조지에서 개편되었다.
매슈 리지웨이 소장이 군단을 지휘하였으며, 제82공수사단과 제101공수사단과 함께 제1연합공수군의 일부로서 존재했다. 따라서 벌지 전투에서는 미국 육군에 편재된 모든 공수 부대는 군단의 지휘를 받았다. 제18(XVIII)공수군단은 버시티 작전을 계획하고 실행하였으며, 라인강을 넘어 독일로 들어갔다. 이것은 2차 세계 대전중에서 가장 큰 공수 작전 중의 하나로, 제17공수사단과 영국 제6공수사단이 포함되었다. 제13공수사단은 강습에 참가했지만, 수송기 댓수가 부족했기 때문에 제 역할은 하지 못했다. 1941년 6월 제18(XVIII)공수군단은 미국으로 귀환하고 같은 해 10월 15일에 켄터키주 포트 캠벨에서 해산하였다.

### 냉전 ~ 사막 폭풍 작전
1951년 5월 21일 군단은 포트 브래그에서 존 W. 레오나드 소장의 지휘 아래에 재창설되었다. 주요 전략 대응 부대로서 군단은 주로 중앙 아메리카와 미국 중부사령부 관할 지역의 양쪽 전투에 인도주의적 역할로 예하 부대와 함께 수십가지의 주요 작전에 참가했다 (목록을 볼 것). 1991년에는 제18(XVIII)공수군단은 페르시안 걸프 전쟁에 참전했다. 군단은 이라크의 반격에 대비하여 제7(VII)군단의 북쪽 측면을 점령하였다.
제24보병사단, 제82공수사단과 제101공수사단과 마찬가지로, 제18(XVIII)공수군단은 프랑스 외인부대인 제6경기갑사단의 작전통제권을 가지고 있었다.

### 21세기
제18(XVIII)공수군단은 자주 전개했는데, 2005년 1월부터 2006 1월까지 이라크 바그다드의 이라크 다국적군단에서 근무했다. 그리고, 제18(XVIII)공수군단과 예하 부대는 현대화 및 재편성 과정을 시작했다.
육군참모총장의 구조 조정에 의한 비용 절감을 위해 제18(XVIII)공수군단 본부와 제82공수사단 본부는 공수 능력을 잃었다. 이 계획은 미국 육군의 구조 조정 계획을 수행할 수 있게 사단 기반에서 여단 기반으로 바뀌며,여 단급 제대 중에서는 가장 큰 부대가 된다는 의미이다. 그렇다고 해도 전통적이고 역사적인 이유로 편제는 제18(XVIII)공수군단으로 계속 불릴 것이다.
제18(XVIII)공수군단 (육군에 있는 다른 두개 군단 뿐만 아니라)의 예하에 있던 각사단이 변화의 시대에 따라, 통제가 군단에서 미국 육군 전력사령부 직할로 옮겨져 중간 연결자가 된 상태이다. 육군의 폭넓은 모듈화 계획에 따라, 군단은 어떠한 지원 부대와도 전개할 수 있으나, 군단의 예하 부대가 되는 것은 아니다. 제3보병사단과 제101공수사단은 FORSCOM 통제로 넘어가 있다. 제10산악사단은 아프가니스탄에서사단이 귀환하는대로 옮겨지며, 제82공수사단 또한 배치에 따라 옮겨질 것이다.
2006년 8월에는 제18(XVIII)공수군단은 대한민국으로 건너가 을지 프리덤 가디언 훈련에 참가했으며, 합동 훈련 연습에서 대한민국 육군과 다국적군 사이에 배치되었다.
2007년 4월 중순에 육군은 다음 OIF 전개 일정을 확정했으며, 2007년 10월 다국적군이 주둔한 이라크 바그다드의 캠프 빅토리에서 제18(XVIII)공수군단은 제3군단과 교대했다. 군단은 제1기갑사단과 제4보병사단 그리고 제10산악사단, 1여단전투단와 제82공수사단, 1여단전투단과 같이 전개하였다.

## 산하 부대

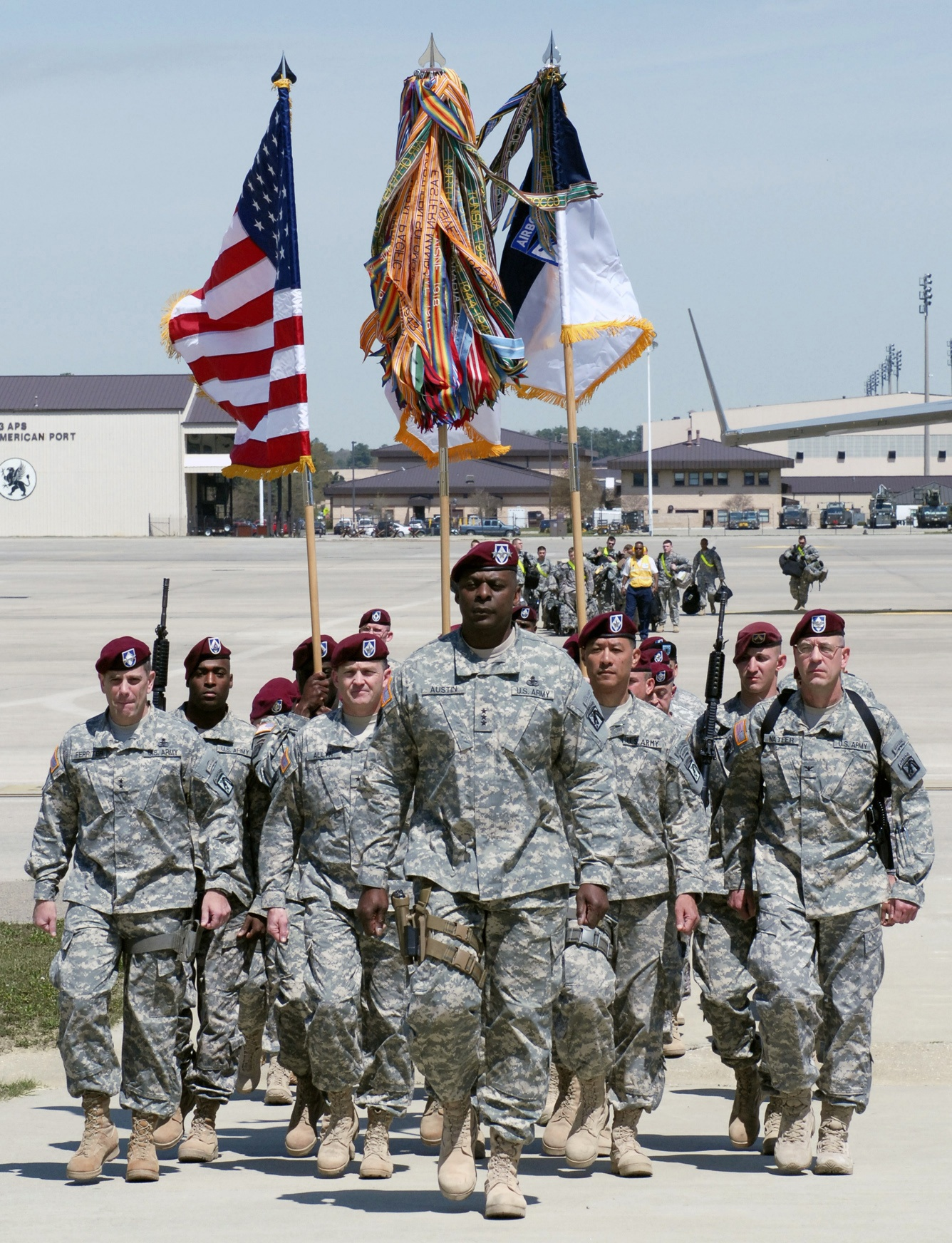
2009년 4월 이라크 자유 작전에서 귀환한 제18(XVIII)공수군단 지휘부원들

### 현재
- 제3보병사단 - 포트 스튜어트
- 제10산악사단 - 포트 드럼
- 제82공수사단 - 포트 리버티
- 제101공수사단 - 포트 캠벨
- 제3원정지원사령부 - 포트 녹스

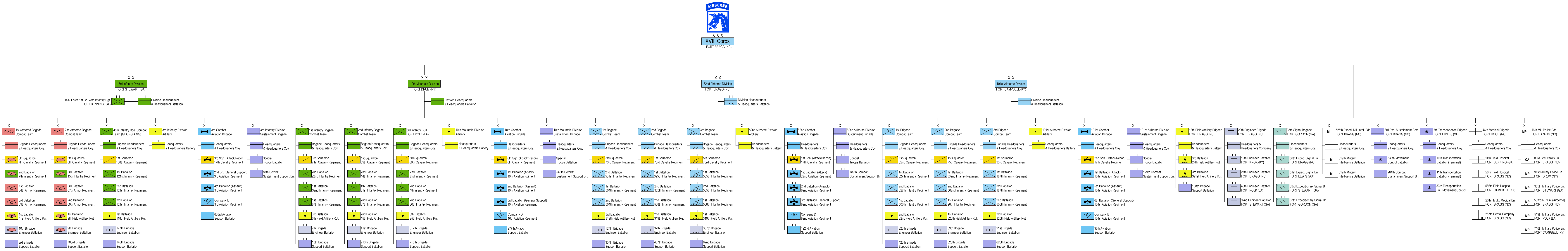
제18(XVIII)공수군단의 조직 편성표

- 제7원정수송여단 - 랭글리-유스티스 합동 기지
- 제16군사경찰여단
- 제18야전포병여단
- 제20공병여단
- 제35통신여단
- 제44의무여단
- 제525원정군사정보여단
- 제18항공지원작전전대 - 포프 비행장

### 이전
- 제1보병사단; 1945년 1월 26일 ~ 2월 12일
- 제8보병사단; 1945년 1월 26일 ~ 4월 10일
- 제17공수사단; 1944년 6월 12일 ~ 1945년 1월 1일; 2월 15일 ~ 3월 24일
- 제24보병사단; 2004년, 해산
- 제30보병사단; 1944년 12월 21일 ~ 1945년 2월 3일
- 제75보병사단; 1944년 12월 29일 ~ 1945년 1월 2일; 1월 7일
- 제78보병사단; 1945년 2월 3일 ~ 2월 12일
- 제84보병사단; 1944년 12월 20일 ~ 12월 21일
- 제86보병사단; 1945년 4월 5일 ~ 4월 22일
- 제97보병사단; 1945년 4월 10일 ~ 4월 22일
- 제106보병사단; 1944년 12월 20일 ~ 1945년 2월 6일
- 제3기갑사단; 1944년 12월 19일 ~ 12월 23일
- 제5기갑사단; 1945년 5월 4일 ~ 10월 10일
- 제7기갑사단; 1944년 12월 20일 ~ 1945년 1월 29일; 1945년 4월 30일 ~ 1945년 10월 9일
- 제13기갑사단; 1945년 4월 10일 ~ 4월 22일
- 군단 포병대 (현재 제18야전포병여단)
- 제1전구지원사령부 - 포트 브래그
- 제18항공여단; 1987년 ~ 2006년, 해산
- 제108방공포병여단
- 드래곤여단; 1983년 9월 15일 ~ 2004년 12월 23일, 해산

## 참전
- 제2차 세계 대전
  - 마켓 가든 작전
  - 버시티 작전
- 국군 원정
  - 강한 분노 작전 - 도미니카 공화국, 1965년
  - 절박한 분노 작전 - 그라나다, 1983년
  - 황금 꿩 작전 - 온두라스, 1988년
  - 호크아이 작전 - 미국령 버진아일랜드, 1989년
  - 미국의 파나마 침공
    - 님로드 댄서 작전; 1989년
    - 저스트 커즈 작전; 1989년
- 걸프 전쟁
  - 사막 방패 작전 - 사우디 아라비아, 1990년-1991년
  - 사막 폭풍 작전 - 사우디 아라비아, 쿠웨이트,ㅡ 이라크, 1991년
- GTMO 작전 - 쿠바, 1991년
- 허리케인 앤드루 작전 - 플로리다주, 1992년
- 희망 회복 작전 - 소말리아, 1992년
- 민주주의 유지 작전 - 아이티, 1994년
- 경계 전사 작전 - 쿠웨이트, 1994년
- 테러와의 전쟁
  - 항구적 자유 작전-아프가니스탄(OEF-A); 2002년; 2014년
  - 이라크 자유 작전; 2005년; 2008년
  - 통합 대응 작전 - 아이티, 2010년
  - 새로운 새벽 작전 - 이라크, 2011년
  - 내재된 결단 작전 - 이리크, 시리아; 2015년; 2016년

## 기록

### 계보
- 1942년 1월 14일, Headquarters and Headquarters Company, II Armored Corps
정규군에 배정.
→제2(II)기갑군단, 본부 및 본부중대
- 1943년 10월 9일, Headquarters and Headquarters Company, XVIII Corps
→제18(XVIII)군단, 본부 및 본부중대
- 1944년 8월 25일, Headquarters and Headquarters Company, XVIII Airborne Corps
→제18(XVIII)공수군단, 본부 및 본부중대
- 2009년 10월 16일, Headquarters and Headquarters Battalion, XVIII Airborne Corps
→제18(XVIII)공수군단, 본부 및 본부대대

### 전역
| 스트리머           | 내역                                             |
| ------------------ | ------------------------------------------------ |
| 유럽-아프리카-중동 |                                                  |
| 국군 원정          | - 도미니카 공화국 - 그레나다 - 파나마            |
| 남서 아시아        | - 사우디아라비아의 방위 - 쿠웨이트의 방위와 해방 |
| 테러와의 전쟁      |                                                  |
| 이라크             | - 이라크 Surge                                   |

### 스트리머
| 스트리머          | 내역                  |
| ----------------- | --------------------- |
| 육군 근무부대표창 | 이라크, 2005년~2006년 |
| 육군 근무부대표창 | 이라크, 2011년        |

## 참조
1. ↑  “DA announces next OIF rotation” (영어). 밀리터리닷컴. 2007년 4월 17일. 2011년 3월 18일에 확인함.

- “Headquarters and headquarters Battalion” (영어). Center of Military History. 2013년 4월 1일. 2017년 1월 30일에 원본 문서에서 보존된 문서. 2017년 1월 24일에 확인함.